# Route de Vannes
La route de Vannes est une voie commune à Nantes (quartier Breil - Barberie), Orvault et Saint-Herblain, en France. Cette appellation a longtemps été donnée à la route qui partait de Nantes, au niveau de la place Viarme, pour rejoindre Vannes. Cet axe était une des principales voies d'accès à la ville, et un bureau d'octroi y était installé. Longtemps située dans un environnement rural, la route a été englobée, au XXe siècle, dans les zones urbaines de l'agglomération nantaise, dans laquelle elle constitue, depuis les années 1970, un pôle commercial important.

## Situation et accès
La route, qui constitue la dernière portion de RD 965 (ancien tronçon de la RN 165 qui traverse Sautron) relie la place Alexandre-Vincent, à Nantes, à l'avenue de la Pentecôte, à Orvault et Saint-Herblain.

## Origine du nom
La voie doit son nom à la ville de Vannes, première cité importante sur le trajet vers l'extrémité ouest de la Bretagne.

## Historique

### Jusqu'auXVIIIesiècle
La route de Vannes est historiquement une voie d'accès à la ville, à partir de l'ouest de la Bretagne. Elle menait, au Moyen Âge, à la porte Sauvetout, au nord-ouest de la cité fortifiée. Elle est classée route royale, puis route impériale 185, avant de devenir en 1824 une portion de la route nationale 165, qui à l'origine reliait Nantes à Audierne.
Cette route traverse un paysage rural jusqu'au XVIIe siècle. Le plan Cacault de 1757 révèle l'apparition d'une nouvelle rue très courte, bordée d'habitations, la rue des Hauts-Pavés, créée sur une portion de la route de Vannes.

### Bataille de Nantes (Révolution)
Le 29 juin 1793, lors de la bataille de Nantes, une partie de l'armée catholique et royale, commandée par Talmont, avance vers Nantes en empruntant la route de Vannes. Cette partie de l'armée des « insurgés » a pris, par rapport au plan établi, du retard à Nort-sur-Erdre.
Les révolutionnaires nantais ont préparé la défense. Un talus précédé d'un fossé de 4 mètres de profondeur longe l'actuelle rue du Maine, et atteint la « barrière de Vannes », protégée par deux fortins construits par les « frères Séheult », architectes : 200 mètres au nord, au niveau de l'actuelle rue Noire, le « fort Saint-Lazare », fortification de l'ancienne léproserie du même nom, avec en avancée un poste de garde construit pour l'occasion ; au sud, le « fort des Trois moulins », au niveau de l'actuelle rue du Berry.
Alors qu'au sud de la ville, Charette et Lyrot ont attaqué à 2 h du matin, ce n'est que cinq heures plus tard qu'au nord les affrontements commencent. Après avoir rejoint l'armée ayant suivi la route de Rennes, ces troupes affrontent les républicains défenseurs de la ville au niveau de l'actuelle rue de Bel-Air et de l'extrémité de la route de Vannes, où se trouve le « poste de Vannes » fortifié, et où les républicains sont sous les ordres du commandant Leborgne. Les « blancs » parviennent à faire reculer les « bleus » vers le cimetière Miséricorde et la place Viarme. Mais l'attaque échoue, et la grave blessure de Cathelineau, généralissime de troupes royalistes, marque l'amorce de la fin de la bataille, qui se conclut par une victoire républicaine.

### XIXesiècleet début duXXesiècle
Le recensement de 1835 ne signale que quelques maisons le long de la route de Vannes, presque toutes entourées de tenues maraîchères. Avant 1849, un boulevard (futur boulevard Lelasseur) est créé, signe du début d'urbanisation de la partie nord de Nantes.
Le bureau d'octroi de la route de Vannes a eu plusieurs localisations, qui se sont éloignées vers le nord-est au fur et à mesure de l'extension de l'urbanisation, et donc du périmètre de l'octroi. Placée en 1849 en face de l'extrémité de la rue Noire, elle est située en 1850 au niveau des chemins de la Sauzinière et des Trois-Moulins (ou des Grolles), puis en 1860 à l'angle avec le boulevard Lelasseur, et en 1911 à l'angle de la route de Vannes et du boulevard de Longchamp. L'octroi est supprimé par le conseil municipal en 1943 (date d'effet au 1er janvier 1944).
En 1886, la zone allant de la ceinture de boulevard jusqu'à l'actuelle place Alexandre-Vincent ne compte d'habitations que le lieu-dit « la Ville en paille », peuplé d'une trentaine de personnes. En 1911 le nombre de maisons et d'habitants a doublé à cet endroit, qui reste un hameau. En 1921, la population a encore doublé, et les 36 maisons portent le nom de leur propriétaire. En 1935, les nouvelles maisons portent des noms choisis par leur possesseurs, mais n'ont pas de numéro de rue.
À la fin du XIXe  et au début du  XXe siècle, la route de Vannes est un lieu de promenade et d'animations sportives. Des courses cyclistes sont organisées, à partir de 1892, entre l'extrémité de la rue des Hauts-Pavés et Sautron, tandis qu'un vélodrome est construit à Beauséjour, le long de la route de Vannes. Des cabarets et des guinguettes s'installent, puis viennent les marchands de bicyclettes et, plus tard, des pompistes et garagistes. La première course automobile sur la route de Vannes est organisée en 1898 (Nantes-Blain).
Le tramway dessert la route de Vannes en 1903.
Le Tour de France 1906, arrivé le 22 juillet à Pont-Rousseau à Rezé. Le départ suivant est donné route de Vannes, le 24 à 4 h 20, pour une étape menant vers Brest.

### Urbanisation après la Seconde Guerre mondiale

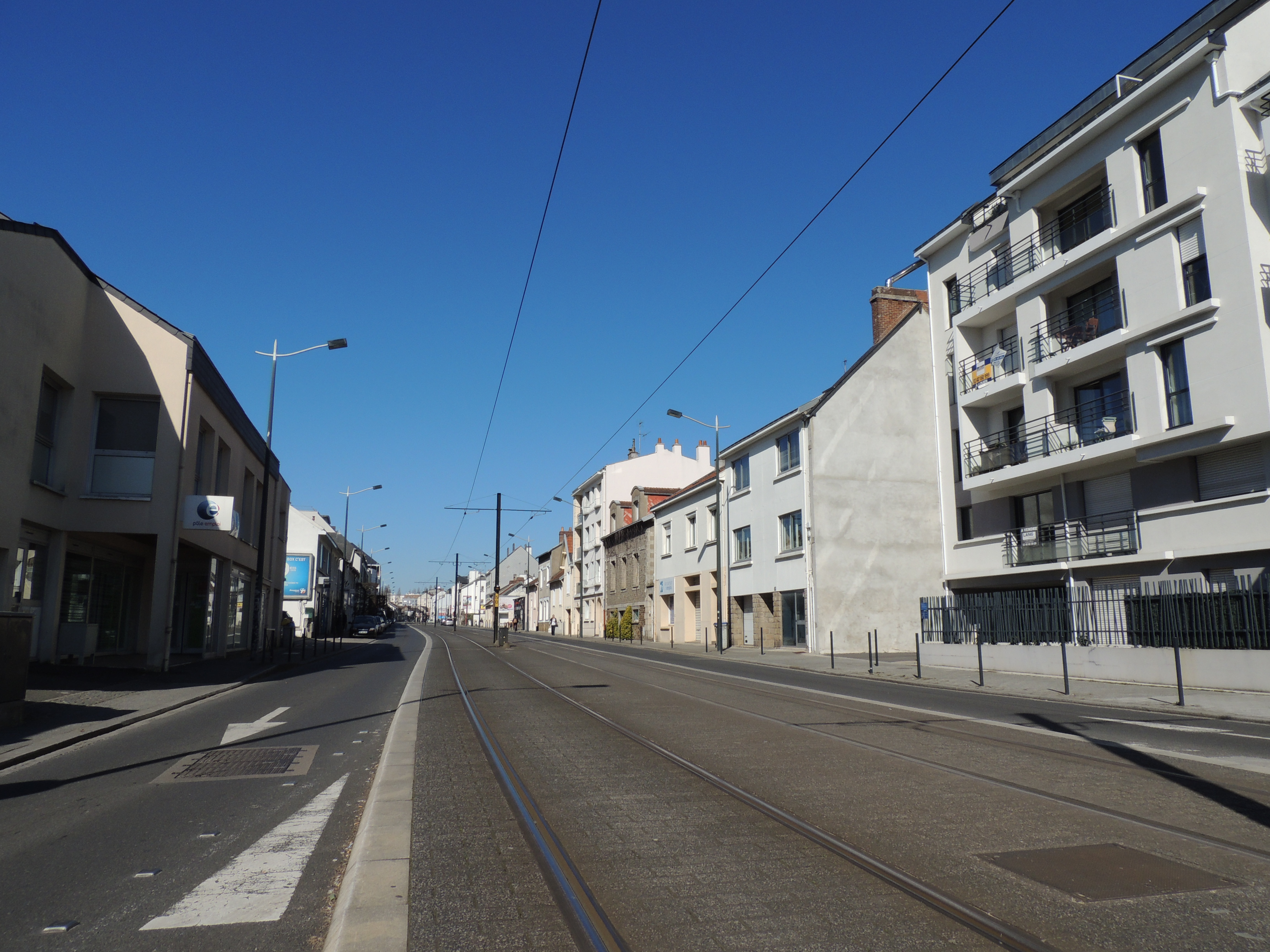
Début de la route de Vannes à Nantes, près de la place Alexandre-Vincent, en 2014.

L'urbanisation de la voie commence après la Seconde Guerre mondiale, et s'accélère dans les années 1960. Le quartier de Plaisance, à Orvault, est créé à partir de 1962 : 875 logements collectifs y sont bâtis. En parallèle avec le même type d'évolution le long de la route de Rennes, l'urbanisation de cette commune jusqu'alors à caractère rural commence donc le long de la route de Vannes, le long de laquelle une grande partie du parc de logements collectifs de la ville sont dès lors implantés.
En 1963, le conseil municipal vote la création du boulevard Jean-XXIII, portion de la route de Vannes entre le rond-point de Vannes et la place Alexandre-Vincent. Jusqu'en 1968, la zone devient un quartier résidentiel. En 1967, le premier hypermarché de l'agglomération (le quatrième en France) est ouvert, l'enseigne Record, fondée par les établissements Decré, le long de la route de Vannes, à Saint-Herblain, tout près de la limite avec Nantes. Entre 1968 et 1975, le nombre de logements en immeubles collectifs dans la zone est multiplié par trois, le plus marquant étant le sillon de Bretagne. Parallèlement, des grandes surfaces spécialisées s'installent le long de la voie. Cette forme d'urbanisation est particulière : contrairement aux installations concentriques autour d'un hypermarché dominant, l'installation le long de la route de Vannes est linéaire. Quatre kilomètres en ligne droite, desservis par un axe routier important, concentrent 40 % des grands commerces spécialisés de l'agglomération nantaise (55 sur 141) dans les années 1990. Cette zone, considérée comme « d’une des plus grandes rues commerciales de France », représente pour Orvault une très grande part de son activité marchande.

### XXIesiècle

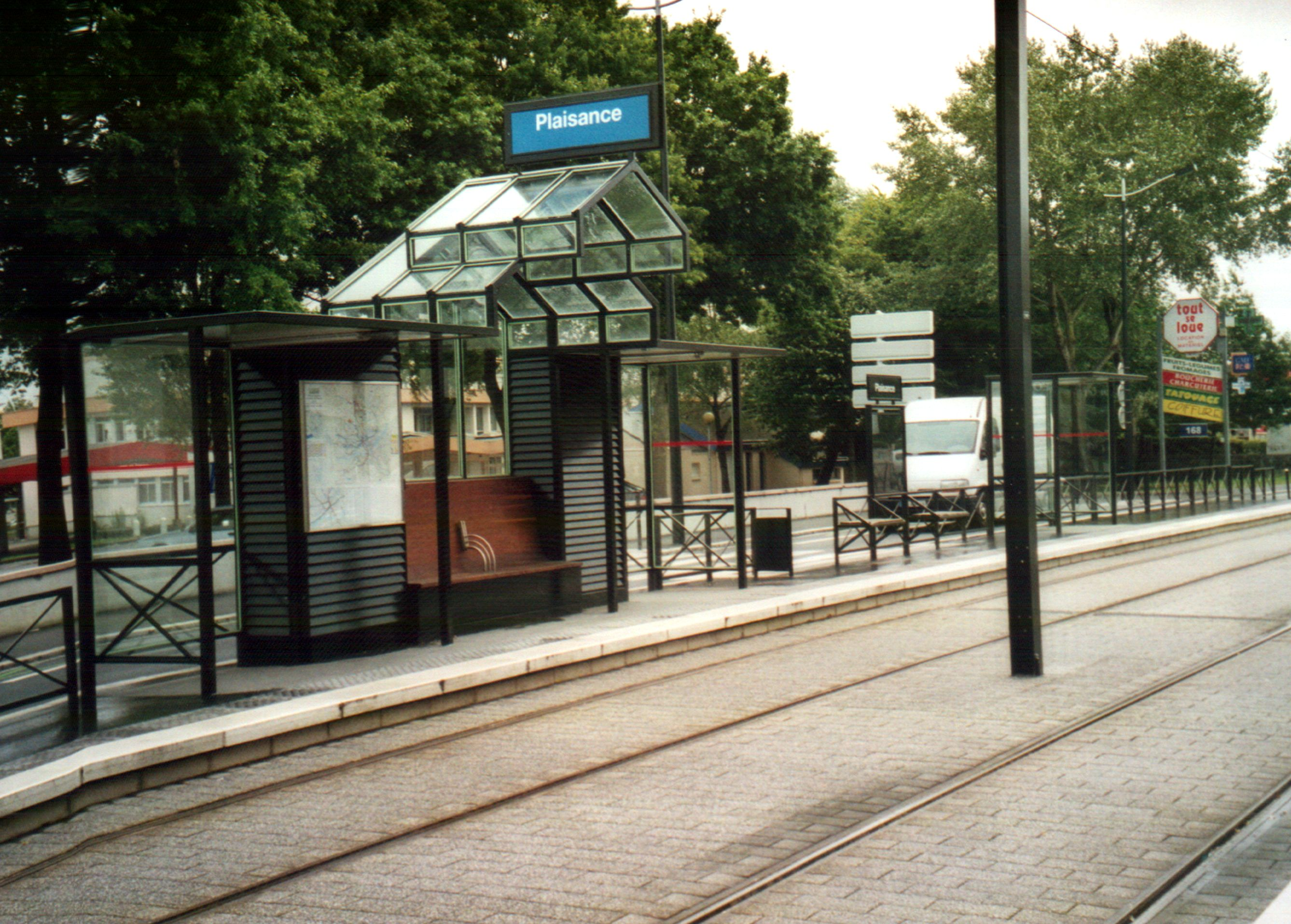
Station Plaisance du tramway

La ligne 3 du tramway de Nantes, inaugurée en 2000, emprunte la route de Vannes sur environ 1,5 km jusqu'à Plaisance (stations Alexandre-Vincent-Sainte-Thérèse, Longchamp, Beauséjour et Plaisance). Puis, en 2004, la ligne est prolongée vers le nord, avant de revenir vers l'ouest et de traverser la route au niveau de l'avenue de la Morlière pour atteindre son terminus, Sillon de Bretagne (cette ligne est prolongée de 600 m en 2009 pour créer une station supplémentaire qui devient le nouveau terminus, Marcel Paul).
L'axe fait l'objet, en 2006, d'une réflexion globale d'urbanisme, qui lui donne, après travaux un aspect de boulevard plus urbain, notamment entre Morlière et la « porte de Sautron » qui donne accès au boulevard périphérique (les travaux également prévus entre Beauséjour et Morlière n'ont pas été réalisés). 
En 2007, le secteur de la route de Vannes était un des principaux secteurs de concentration d'emplois de la ville de Nantes. La zone connaît un accroissement de l'activité tertiaire. Pour cette commune, il est considéré comme prioritaire en ce qui concerne l'activité économique et la liaison inter-quartiers.

## La « requalification urbaine »
À la fin du XXe siècle, l'urbanisation de la route de Vannes est apparue désorganisée, et devenue dépréciative pour les commerces. Archétype des périphéries se retrouvant le long de grands axes, le paysage composé de grands bâtiments orientés vers la voie de circulation, au caractère très routier et peuplée d'enseignes publicitaires offrait aux visiteurs un univers créé pour la voiture.
Officiellement, la réhabilitation de la route de Vannes est lancée par un arrêté préfectoral daté du 22 octobre 2004. La création de la RN 444 (ex-RD 201) a transféré le flux de circulation entre Nantes et La Baule-Escoublac ou Vannes. Le trafic de la route de Vannes est dès lors principalement dû à la présence du pôle commercial, et au flux journalier des déplacements pour se rendre au lieu de travail. Le réaménagement concerne la portion commune à Orvault et Saint-Herblain, entre le rond-point de la porte de Sautron et celui de Thébaudières/Morlière, soit 1,4 km. La fonction de transit est assurée par deux voies, séparées par un terre-plein central, bordées de bandes végétalisées, et doublées par des contre-allées propices à améliorer l'attrait des espaces commerciaux. Les carrefours sont tous transformés en giratoires.
Les modes de transport alternatifs à la voiture ont été favorisés : mise en place de la ligne 3 du tramway, aménagement de voies cyclables, construction de parkings-relais.